# Гончаренко Іван Іванович
Іван Іванович Гончаренко (нар. 30 липня (12 серпня) 1908, Яблуневе — 5 червня 1989, Київ) — український радянський поет.

## Біографія
Народився 30 липня (12 серпня) 1908 року в селі Яблуневому (тепер Оржицького району Полтавської області) в бідній селянській родині. Навчався на робітфаці Харківського сільськогосподарського інституту, 1934 року закінчив Інститут червоної професури у Харкові. Член ВКП(б) з 1931 року.
Учасник оборони Одеси, Севастополя, Сталінграда від нацистів у 1941—1943 роках. В роки війни був спецкором армійських газет.
Працював редактором, науковим співробітником Інституту літератури імені Тараса Шевченка, керівником кабінету молодого автора при Спілці письменників України, відповідальним секретарем комісії Спілки з військово-художньої літератури.

Могила Івана Гончаренка

Жив у Києві. Помер 5 червня 1989 року. Похований на Байковому кладовищі Києва (ділянка № 52).
В журналі «Перець» № 14 за 1983 р. розміщено дружній шарж А.Арутюнянца, присвячений 75-річчю поета.

## Творчість
Друкуватися почав 1925 року. Перша збірка віршів — «Друзі» вийшла у 1930 році. Автор збірок віршів і поем, присвячених радянській молоді, життю колгоспного села, подвигам народу в роки радянсько-німецької війни.
Основні книжки віршів:
| - «На риштованні» (1931); - «Пісні весни» (1933); - «За наше щастя» (1938); - «Краю рідний» (1940); - «Одеса, Севастополь» (1943); - «Заручини», поема (1950); - «На землі оновленій» (1951); - «Іду землею рідною» (1956); | - поема «Матрос Гайдай» (1956); - «На клич життя» (1960); - «Літа ідуть» (1968); - «Обеліски» (1974); - «Сяйте, зорі яснії!» (1977); - «Твори. В двох томах» (1978); - «Поезії» (1983). |

Перекладав твори російських, білоруських, вірменських, азербайджанських, грузинських, латиських, болгарських та інших поетів. Окремі твори Гончаренка перекладено російською, білоруською, вірменською, азербайджанською, грузинською, молдовською, латиською, литовською, болгарською, фінською мовами.
Видання у перекладах російською мовою:
- «Приморцы» (Уфа, 1942);
- «Иду родной землёй» (Ленінград, 1956);
- «Матрос Гайдай» (Москва, 1968);
- «Обелиски» (Москва, 1977).

## Нагороди
Нагороджений орденами Вітчизняної війни 1-го і 2-го ступенів, Червоної Зірки, двома орденами «Знак Пошани», медалями.